# IC 2913
IC 2913 ist eine linsenförmige Zwerggalaxie mit ausgedehnten Sternentstehungsgebieten vom Hubble-Typ S0/a im Sternbild Hydra südlich der Ekliptik. Sie ist schätzungsweise 66 Millionen Lichtjahre von der Milchstraße entfernt und hat einen Durchmesser von etwa 20.000 Lj. 

Im selben Himmelsareal befindet sich u. a. die Galaxie NGC 3717.
Das Objekt wurde am 12. Februar 1898 von Lewis Swift entdeckt.